# Ravenna (síťování)
Ravenna je otevřený síťový protokol určený pro přenos zvuku a obrazu v reálném čase přes IP sítě. Je vyvinut a udržován společností ALC NetworX GmbH (v současností Lawo). Ravenna využívá standardní internetovou síť a protokol IP pro přenos dat, přičemž integruje technologie pro synchronizaci času mezi zařízeními v síti. Původně vyvinutý, aby splňoval přísné požadavky profesionálního vysílacího trhu, RAVENNA nabízí nízkou latenci, pohybující se ve stovkách mikrosekund, úplně transparentní signál, vysokou vzorkovací frekvencí (až 192 kHz), bitovou hloubkou (až 24 bitů) a schopnost přenášet digitální audio signály bez zkreslení zajišťující vysokou kvalitu zvuku. Oblasti aplikace zahrnují interní distribuci signálu pro vysílací domy a jiné pevné instalace; flexibilní nastavení na místě a živé události; podporu pro OB vozy; mezistudiová spojení přes WAN spoje a produkční zařízení. 

## Technologie
Síťová matice:
- velký a dynamicky se měnící počet audio streamů
- možnost přepínání audio streamů téměř okamžitě pouze pomocí sítě, bez nutnosti použití signálových procesorů[1]

IP: Ravenna funguje nad úrovní vrstvy 3 modelu OSI, využívající IP jako svůj základ.
Harmonizace: Ravenna poskytuje fázově přesnou synchronizaci mediálních hodin podle AES-11, čímž překonává potřebu samostatné distribuce hodin referenčního slova. RAVENNA využívá IEEE1588-2008 (Precision Time Protocol nebo PTPv2) k synchronizaci místních hodin s přesností v rozsahu nižších nanosekund, což zajišťuje vzorově přesnou synchronizaci napříč všemi uzly, dokonce i mezi vzdálená zařízení propojena přes WAN při použití GPS, jako externího zdrojů přesného referenčního času. 
Streamování: Ravenna využívá RTP/AVP přes UDP s RTCP, v souladu s RFC 3550, což umožňuje přenos jakéhokoli streamu Ravenna přes připojení WAN na bázi IP. Podporuji se různé formáty užitečného zatížení pro zvuk a video (PCM (Pulse Code Modulation), AES3, AES67, AM824, Dante a další AoIP formáty, MPEG-TS a SMPTE ST 2110-30/31), což poskytuje flexibilitu pro různé aplikace, ať už se používá unicast pro jednotlivá místa nebo multicast pro efektivní využití sítě. 
Kvalita služeb (QoS): QoS schéma DiffServ zajišťuje prioritní přenos dat v síti, což je klíčové pro audio a video přenosy při vysokém zatížení. Provoz je rozdělen do tříd: nejvyšší prioritu má synchronizační provoz, následuje mediální přenos v reálném čase, zatímco řídicí a konfigurační data mají nižší prioritu. Ne-RAVENNA data jsou standardně označena s nejnižší prioritou. 
Správa připojení: S DNS-SD protocolem Ravenna podporuje objevování a reklamu na služby pro spravované i malé sítě: ve spravovaných sítích - DHCP a DNS, a v malých sítích bez serverů DHCP/DNS - zeroconf, automatickou, samokonfigurační metodu pro automatické přidělování IP a inzerci/objevování služeb. 
Flexibilní latence: Ravenna nabízí flexibilní latenci, která může být nastavena individuálně pro každý stream, závisle na faktorech jako: 
- Síťová infrastruktura – RAVENNA využívá IP, což umožňuje použití jakékoli IP podporující infrastruktury. Rychlost přenosu a latence závisí na výkonu sítě (doporučuje se používat Gigabit Ethernet).
- Faktor paketizace – počet vzorků na paket ovlivňuje latenci, přičemž méně vzorků na paket znamená nižší latenci. RAVENNA podporuje pakety s jedním vzorkem na kanál, což však může zvyšovat šířkou pásma.
- Síťový jitter – packety mohou dorazit do cíle nepravidelně, což se kompenzuje jitter bufferem na straně přijímače. Pro minimalizaci rušení podporuje RAVENNA QoS schémata, přičemž DiffServ (DSCP) je doporučený standard pro řízení priority provozu.[2]

Profily: Ravenna je schopná k provozu ve více konfiguracích, které zahrnují: 
- Generický profil: vhodný pro aplikace s menšími nároky na šířku pásma a časovou přesnost 
  - Počet kanálů: 1-8
  - Bitová hloubka: 16 nebo 24 bitů
  - Vzorkovací frekvence: 48 kHz
  - Snímky na paket: 64 (doba paketu 1,33 ms)
- Vysokovýkonný profil: navržený pro přenos s ultra nízkou latencí
- AES67 a ST2110:[3] standardní profily kompatibilní s jinými protokoly pro zvýšení interoperability

## Chronologie
- 2008 – Vytvořen vývojový tým Ravenna
- 2010 – Představena Ravenna – první technologie AolP věnovaná potřebám vysílání
- 2012 – Představena první OEM deska Ravenna
- 2013 – Vydán standard interoperability AES67 – nativně kompatibilní s Ravenna
- 2014 – Systém komentářů založený na Ravenna používaný na všech 12 stadionech FIFA World Cup
- 2016 – Ravenna používána pro mistrovství Europy ve fotbale
- 2017 – Vydán SMPTE ST 2110 – kompatibilita AES67 a Ravenna; Ravenna vyhrála AV Award pro Elbphilharmonie Hamburg
- 2018 – Formát AM824 společnosti Ravenna pro bitově transparentní přenos AES3 přijatý jako SMPTE ST 2110-31
- 2020 – 10. výročí Ravenny
- 2024 – Lawo přebírá provoz ALC NetworX

## Ravenna Partner Network
Ravenna Partner Network tvoří různí vývojáři a výrobci z profesionální zvukového průmyslu, kteří se všichni zavázali k implementaci technologie Ravenna ve svých vlastních produktech a řešeních. Cílem je zvýšit standardy řešení Audio-over-IP obecně, dodat zákazníkovi co nejvyšší možnou kvalitu a posunout průmysl směrem k maximální interoperabilitě prostřednictvím přijetí Ravenna a AES67.

## Použití
Ravenna je vhodná pro široké spektrum aplikací, včetně:
- Distribuce signálu v rámci televizních studií a rozhlasových domů
- Živé akce a přenosy v reálném čase
- Propojení mezi studii a externími pracovišti
- Mobilní přenosové vozy (OB vozy)